# ジョン・フォスター＝スケッフィントン (第10代マッセリーン子爵)
第10代マッセリーン子爵および第3代フェラード子爵ジョン・フォスター＝スケッフィントン（英語: John Foster-Skeffington, 10th Viscount Massereene and 3rd Viscount Ferrard KP、出生名ジョン・フォスター（John Foster）、1812年11月30日 – 1863年4月28日）は、アイルランド貴族。

## 生涯
第2代フェラード子爵トマス・ヘンリー・スケッフィントンと第9代マッセリーン女子爵ハリエット・スケッフィントンの息子として、1812年11月30日にダブリンで生まれた。イートン・カレッジで教育を受けた後、1830年11月25日にオックスフォード大学クライスト・チャーチに入学した。
1831年1月2日に母が死去すると、マッセリーン子爵位を継承した。1843年1月18日に父が死去すると、フェラード子爵位を継承、同年に「スケッフィントン」を姓に加えた。
マッセリーン子爵の領地はアントリム県にあり、ジャガイモ飢饉で影響を受けた。例えば、子爵は1845年10月に未収穫のジャガイモを36ポンド毎エーカーという高価で売ろうとしたが、買い手は領地がジャガイモ疫病で大損害を受けたことを知ると、購入の合意を取り消した。
1851年7月3日、聖パトリック勲章を授与された。
1863年4月28日にアントリム城で死去、息子クロットワーシー・ジョン・エアが爵位を継承した。

## 著作
- O'Sullivan, the Bandit Chief: a romantic poem（1844年、ダブリン[1]）
- Church Melodies（1847年、ロンドン[1]）
- A Metrical Version of the Psalms（1865年、ダブリン[1]）
- The Love of God: a poem（1868年、ロンドン[1]）

## 家族
1835年8月1日、オリヴィア・ディーン・グレイディ（Olivia Deane Grady、1807年ごろ – 1874年5月10日、ヘンリー・ディーン・グレイディの娘）と結婚、4男4女をもうけた。
- クロットワーシー・ジョン・エア（英語版）（1842年10月9日 – 1905年6月26日） - 第11代マッセリーン子爵、第4代フェラード子爵[5]
- ハンガーフォード・ヘンリー（1845年7月25日 – 1870年12月18日） - 1868年11月30日、ルイーザ・マスケリー・ディーン・グレイディ（Louisa Muskerry Deane Grady、ロバート・ディーン・グレイディの娘）と結婚、子供なし[5]
- シドニー・ウィリアム（1849年5月30日 – 1876年2月6日） - 1872年10月3日、クレメンティナ・イザベラ・マーガレット・デニストン（Clementina Isabella Margaret Dennistoun、アーチボルド・キャンベル・デニストンの娘）と結婚、子供あり
- レジナルド・ジョージ（1850年10月5日 – 1873年2月21日[7]）
- ドーカス・ルイーザ（Dorcas Louisa、1876年9月27日没） - 1869年7月8日、パーシー・フィッツジェラルド（Percy FitzGerald、1829年ごろ – 1925年11月24日、トマス・フィッツジェラルドの息子）と結婚[7]
- オリヴィア・マーガレッタ・メアリー（Olivia Margaretta Mary、1914年10月13日没） - 生涯未婚[7]
- フローレンス・セシリア（Florence Cecilia、1906年1月4日没） - 生涯未婚[7]
- ブランシュ・アメリア（Blanche Amelia） - 1870年1月6日、サー・ジョン・フォスター・ジョージ・ロス（Sir John Foster George Ross）と結婚[7]